# Anette Langendorf

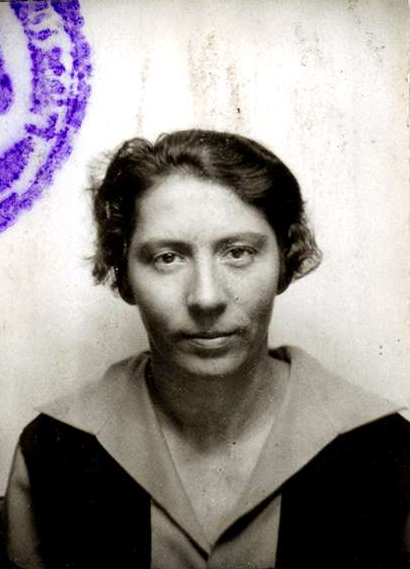
Anette Langendorf (um 1929)

Anette Langendorf (* 3. Januar 1894 in Leipzig als Antonie Glanzmann; † 23. Juni 1969 in Mannheim) war eine deutsche Politikerin (KPD). Langendorf gehörte dem Landtag der Republik Baden und dem Landtag von Württemberg-Baden an.

## Leben
Langendorf besuchte die Volksschule in Leipzig; ab 1908 absolvierte sie eine Handelslehre und arbeitete im Gasthaus ihres Vaters. 1910 zog ihre Familie nach Mülhausen im Elsass, wo ihr Vater als Gewerkschaftssekretär tätig war. Nach ihrem Umzug nach Lörrach 1914 arbeitete sie bei der dortigen AOK. Während der Novemberrevolution war sie Sekretärin beim Lörracher Volksrat. 1920 heiratete sie Rudolf Langendorf, der im damaligen Arbeiter- und Soldatenrat aktiv war. Aus der Ehe gingen zwei Kinder hervor, darunter Kurt Langendorf.
Langendorf trat 1910 der SPD bei, wechselte 1919 zur USPD und zwei Jahre später zur KPD. Zusammen mit ihrem Mann gehörte sie zu den Mitbegründern der KPD in Lörrach.
1921 zog die Familie nach Friedrichsfeld, wo Langendorf 1922 zur Gemeindeverordneten gewählt wurde. Nach der Eingemeindung Friedrichsfelds war sie ab 1930 Stadtverordnete in Mannheim. Langendorf arbeitete zunächst als Kontoristin, später als Redaktionssekretärin bei der Mannheimer Arbeiterzeitung. Ihr Mann wurde im Zusammenhang mit den badischen Unruhen 1923 später zu drei Jahren Haft verurteilt.
Von 1929 bis 1933 gehörte sie dem badischen Landtag an; zugleich war sie Parteisekretärin der KPD in Mannheim.
In der NS-Zeit wurde sie 1933/34 aus politischen Gründen inhaftiert. 1942 wurden sie und ihr Mann im Zusammenhang mit dem Verrat der Lechleiter-Widerstandsgruppe festgenommen. Anette Langendorf wurde wieder freigelassen, ihr Mann am 15. September 1942 hingerichtet. Drei Tage später wurde sie wieder verhaftet und im KZ Ravensbrück interniert, wo sie zusammen mit Erika Buchmann versuchte, Schulungen abzuhalten, gefährdete Genossinnen zu verstecken und Widerstand zu leisten. Ihr Sohn Kurt wurde in eine Strafkompanie versetzt.
Nach der Befreiung vom Nationalsozialismus arbeitete Langendorf am politischen Neubeginn mit. Sie gehörte 1946 der Vorläufigen Volksvertretung und der Verfassungsgebenden Landesversammlung für Württemberg-Baden an. Vom 1. Oktober 1947 an war sie als Nachrückerin von Jakob Ritter, der sein Mandat niedergelegt hatte, Abgeordnete des ersten Landtags in Württemberg-Baden.
Von 1945 bis 1956 gehörte sie dem KPD-Landesvorstand an. Im Gemeinderat von Mannheim war sie einige Jahre lang Fraktionsvorsitzende der KPD. Nach dem Verbot der Partei gehörte sie dem Gemeinderat noch bis 1959 als parteiloses Mitglied an.
1968 trat sie der neu gegründeten Deutschen Kommunistischen Partei (DKP) bei.